# Округ Френклин (Кентаки)
Округ Френклин (енгл. Franklin County) је округ у америчкој савезној држави Кентаки.

## Демографија
По попису из 2010. године број становника је 49.285, што је 1.598 (3,4%) становника више него 2000. године.
| Група             | 2000.          | 2010.          |
| Белци             | 41.681 (87,4%) | 41.026 (83,2%) |
| Афроамериканци    | 4.463 (9,4%)   | 5.128 (10,4%)  |
| Азијати           | 344 (0,7%)     | 703 (1,4%)     |
| Хиспаноамериканци | 531 (1,1%)     | 1.374 (2,8%)   |
| Укупно            | 47.687         | 49.285         |